# Asghan: The Dragon Slayer
Asghan: The Dragon Slayer é um jogo eletrônico de ação no estilo hack and slash desenvolvido pela Silmarils e publicado pela Grolier Interactive para Microsoft Windows em dezembro de 1998. O jogador assume o personagem Asghan, um príncipe guerreiro que jura vingar a morte de seu pai por dragões. O jogo foi elogiado pela integração harmoniosa de ação e elementos de RPG, assim com uma grande variedade de inimigos e armas. Ele sofre, no entanto, pela falta de desenvolvimento do personagem e controles desajeitados.

## História
Quando a terra próspera de Brightmoon enfrenta uma terrível ameaça na forma de dragões invasores da ilha vizinha de Kyrk, o príncipe guerreiro Asghan começa uma perigosa jornada para combater o ataque. Os próprios dragões são manipulados ao longo da jornada pelo malvado feiticeiro Morghan. Asghan embarca em sua jornada, tanto para vingar seu pai, bem como proteger a sua terra.

## Jogabilidade
Asghan: The Dragon Slayer é caracterizado principalmente por puzzles ao estilo Tomb Raider (correr, pular, rastejar), bem como elementos típicos de fantasia, como conjuração e exorcismo. Além de ser ágil e magicamente proficiente, Asghan também é capaz de utilizar uma grande variedade de armas. Suas habilidades são úteis em uma série de masmorras e arenas, incluindo, mas não limitado, a masmorra de uma dragão fêmea feroz e de um dragão verde, um iceberg, uma floresta e a caverna de uma bruxa. O jogo é apresentado em gráficos 3D com muitas opções diferentes de movimento de câmera e o jogador pode alternar da visualização padrão em terceira pessoa para a primeira pessoa. Existem até sessenta tipos de monstros no jogo e eles utilizam armas diferentes para lutar contra o jogador.

## Influências
Como vários outros jogos neste estilo da época, Asghan: The Dragon Slayer é inspirado na série O Senhor dos Anéis. Durante todo o jogo, os jogadores encontram hobbits, orcs, elfos e grandes águias semelhantes àquelas encontradas nas obras de J. R. R. Tolkien.